# Таоизам
Таоизам (или даоизам; од речи тао у значењу „пут”) јесте древна кинеска филозофска и религијска традиција чији је оснивач Лао Це, која наглашава живљење у хармонији са Таом (кин: 道, исто тако романизовано као Дао). Тао је фундаментална идеја већине кинеских филозофских школа; у Таоизму, међутим, то означава принцип који је извор, облик и суштина свега што постоји. Таоизам се разликује од Конфучијанства по томе што се не наглашавају крути ритуали и друштвени поредак. Таоистичка етика варира у зависности од одређене школе, али се генерално тежи наглашавању неделовања (без напорног дејства), „природности”, једноставности, спонтаности, и три блага: 慈 „саосећања”, 儉 „скромности”, и 不敢為天下先 „понизности”.
Таоизам је једна од великих религиозних традиција насталих у Кини. Разликују се филозофски таоизам који заговара повлачење мудраца из света, разне технике контемплације и постизања мудрости кроз неделање, од религиозног који укључује и одређену верску организацију, самостане и др. У обема верзијама таоизам се, као традиција везана уз лична егзистенцијална и етичка промишљања, супротставља конфуцијанизму који разматра и наглашава друштвена правила живота. Таоизам, конфучијанство и кинески будизам чине традиционална три учења, и основу кинеске народне религије. Таоизам је оставио дубок траг на разне области кинеске културе, а после се проширио и по другим областима Источне Азије. Такође је извршио знатан утицај на настанак зен будизам.
Корени Таоизма иду уназад бар до 4. века п. н. е. Рани таоисти су изводили своје космолошке појмове из школе Јинјанга (натуралиста), и били су под дубоким утицајем једног од најстаријих текстова кинеске културе, Ји ђинг, који излаже филозофски систем о томе како задржати људско понашање у складу са променљивим циклусима природе. Могуће је да је „легалиста” Шен Бухај (око 400 – 337. п. н. е.) исто тако имао значајан утицај, тумачећи реалну политику ву веја. Књига пута и врлине, компактна књига која садржи учења која се приписују Лао Цеу (кин: 老子 - Lǎozǐ), широко је прихваћена као кључни рад таоистичке традиције, заједно да каснијим Чуанг Цеовим записима.
До времена династије Хан (206. п. н. е. – 220), разни извори Таоизма су конвергирали у кохерентну традицију религиозних организација и редова ритуалиста у држави Шу (модерном Сичуану). У ранијој древној Кини, таоисти су сматрани пустињацима или осамљеницима који нису учествовали у политичком животу. Чуанг Це је најпознатији међу њима, а значајно је и то да је живео на југу, где је био део локалних кинеских шаманских традиција.
Жене шамани су играле важну улогу у тој традицији, која је била посебно јака у јужној држави Чу. Рани таоистички покрети су развили своје сопствене институције у контексту шаманизма, мада су апсорбовали основне шаманистичке елементе. Шамани су следили основне текстове Таоизма од раног доба до бар 20. века. Институционални редови Таоизма су еволуирали у разним облицима који се у задње време конвенционално групишу у две главне гране: Ђуенџен таоизам и Џенгуи таоизам. Након Лао Цеа и Чуанг Цеа, таоистичка литература је постојано расла и била је обједињена у виду канона — Даоцанга — који је био објављен по налогу цара. Током кинеске историје, таоизам је номинован неколико пута као а државна религија. Након 17. века, међутим, изгубио је подршку.
Таоизам је имао дубок утицај на кинеску културу током векова, и Таоисти (кин: 道士 - dàoshi, „Тао мајстори”), титула која је традиционално приписивана само свештенству а не њиховим следбеницима, обично су водили рачуна о прављењу разлике између своје ритуалне традиције и пракси кинеске народне религије и нетаоистичких вернакуларних ритуалних редова, који се често погрешно идентификују као таоизам. Кинеска алхемија (посебно неидан), кинеска астрологија, Чан (Зен) будизам, неколико борилачких вештина, традиционална кинеска медицина, фенг шуи, и многи стилови чи кунга су били испреплетани са таоизмом током историје. Изван Кине, таоизам је исто тако имао утицаја на околна друштва Азије.
У данашње време, таоистичка традиција је једна од пет религиозних доктрина које су званично признате у Народној републици Кини (НРК) као и на Тајвану и мада се није знатно проширила изван својих традиционалних источноазијских корена, заступљена је у извесној мери у многим друштвима. Њено присуство је посебно очевидно у Хонгконгу, Макау, и у југоисточној Азији.

## Појам
Најчешће се наглашавају два аспекта таоизма:
- Таоизам као филозофија (dao jia)
- Таоизам као религија (dao jiao)

Таоизам као религија се појављује доста касније, у 2. веку наше ере.

## Историја
Према предању, док је Конфуције путовао из државе у државу, сретао многе људе које је називао »они који се скривају« и описао их као »особе које су побегле из света«. Ови први таоисти и осамљеници су исмевали Конфуција због његових узалудних напора да спасе свет. Један од њих описао га је као »човека који зна да не може успети, а ипак то и даље покушава«.
Они су сматрали да је свет толико рђав да се за њега ништа не може учинити. Извори преносе да је један од њих рекао: »Свет је надошла бујица, постоји ли ико ко то може променити?«. Таоисти су, вероватно, првобитно постајали од људи овог кова, чија је већина живела далеко од других људи, у свету природе.

### Лао Це
Главним утемељитељем таоизма сматра се Лао Це, кинески мудрац из 6. века п. н. е. за којег се сматра да је старији савременик Конфучијев и аутор књиге која се зове по њему Лао Це, или Тао те чинг, Књига пута и врлине. Међутим, данашњи проучаваоци сматрају ову књигу, која је заправо збирка изрека појединаца који су живели у складу са природом, компилацијом непознатог приређивача, или више њих, из периода зараћених држава (475—221. п. н. е.).
Лао Це је наглашавао важност једноставног живота и одржање равнотеже са природом. За разлику од Конфучија, није веровао у силу закона и поучавао је да је најбољи начин живота не предузимати никакве снажне, противприродне акције.

### Чуанг Це
Таоистичке идеје је даље развио Чуанг Це (око 399-295. п. н. е.), који је говорио да је цивилизација искварила људска срца и уништила хармонију човека и космоса. Чуанг Це је, слично раним таоистима као што су Хуа Јин и Јанг Чу (4. век п. н. е.), више волео живот у складу са природом него живот који би за тренутак био величанствен, а онда убрзо уништен. Слично Лао Цеу, Чуанг Це је заговарао да је идеалан живот онај у јединству са тао. Ово се може постићи једино празног срца, што је Чуанг Це називао „изгладњивањем срца“. Чуанг Це је чврсто веровао да живот и смрт нису ништа друго до различити ступњеви космичке трансформације и да не треба да се одушевљавамо животом, нити да страхујемо од смрти, већ да их једноставно прихватимо као различите кораке великог Пута.

### Месијански покрети
У 1. веку, након доласка будизма, у Кини је дошло до зближавања таоизма и будизма и до њихове преваге над конфуцијанством.
Таоизам је еволуирао кроз постепен и лаган процес све док се, у доба касне Хан династије (25–220), нису појавили разни месијански покрети, чији су вођи тврдили да им је Лао Це лично или нека друга моћна сила ставила у задатак да поведу људе ка остварењу вечног мира на земљи.
Џанг Даолинг је тврдио да му се 142. године Лао Це појавио у сну, са упозорењем да је мандат неба одузет Хан цару, те да је Небески учитељ њему поверио одговорност за изабрани народ. На заповест божанства, Џанг је дошао из источне Кине на запад, проповедао и основао таоистичке заједнице, што је све довело до покрета названог пут пет мерица пиринча (јер је сваки члан био обавезан да да пет мерица за заједницу и као помоћ сиромашнима). Мисију Џанг Даолинга наследио је његов син Џанг Хенг и унук Џан Лу (активан између 155-220), који су разрадили учење и заједнице организовали у контролисане религијске "цркве". Ова линија развила се у оно што је касније постало познато као таоизам небеских учитеља, религију у чијем средишту су небески учитељи, као посредници између немерљивог тао и верника.
Приближно у то време, у источној и средишњој Кини избио је Устанак жутих турбана, који су водили Џанг Ђуе (умро 184.) и његова браћа. Устанак је био заснован на таоизму, позивајући на исповедање грехова и практиковање медитације. Проповедали су о великом миру (taiping), таоистичкој утопији о хармонији, мудрости и друштвеној једнакости.
Ови покрети су представљали претњу Хан поретку, те су се власт и друштвене елите, до тада под снажним утицајем конфучијевских учења, заједнички обрушиле на њих. Премда су ови покрети били маргинализовани или угушени, њихове идеје и праксе прокрчиле су пут моћној таоистичкој религији.

### Теоријски развој
Ге Хонг (283—363) формулисао је своје разумевање таоистичке бесмртности и са њом повезане праксе у књизи под насловом Баопузи (Учитељ који је пригрлио једноставност, око 320.) где се до детаља расправља о томе како постићи бесмртност. Коу Ћанџи (365—448) тврдио је како му је Врховни учитељ, Лау Це, поверио да реформише таоизам и успостави правила и ритуале, тако да је на северу поново оживео традицију Небеског учитеља, док је на југу Лу Сјуђинг (406—477) систематизовао таоистичке текстове и дао теоријску илустрацију новоосноване лингбао школе, која се развила под утицајем будистичке преданости бодисатвама, наглашавајући ритуале и обожавање небеских божанстава. Тао Хонгјинг (456—536) консолидовао је новоразвијену шангћинг традицију, чији су се текстови бавили медитацијом и техникама изазивања визија.
Све ове секте чиниле су различите видове религијског таоизма и усмериле га у правцу интензивне интеракције са конфучијанизмом и будизмом.

### Потоњи развој
За династије Сонг (X–XIII века) неоконфуцијанизам се снажније афирмисао тиме што је преузео низ битних елемената из таоизма и будизма. Од тада вреди изрека да су те »три вере једна вера«.

## Учење
Основе таоизма изложене су у делу Књига о путу и врлини, која се приписује Лаозију. За разлику од великих западњачких религија, таоизам нема једног бога ни пророка оснивача. Једно од главних веровања таоизма је да свака особа треба да следи сопствени Тао или Пут.

### Тао
„Тао који се може изразити
није вечни Тао.
Име којим се може именовати
није вечно име.
Безимено је почетак неба и земље.
Именовно је мајка хиљаду ствари."
- Лао Це
Средишњи појам таоизма је тао (или дао). Он је непромењив, пре свих ствари. Од њега потичу небо и земља, као два пола. Јанг (дух, добро, љубав, светло) и Јин (твар, зло, мржња, тмина), који заједно одржавају склад света у непрестаном мењању. Таоисти Тао тумаче као принцип континуитета у вечно мењајућем Универзуму.
Према Лие Цеу „Тао се не досеже позитивним напорима, него неделањем“ (ву-веи). Тао је „понор“ где се смирује свако збивање. То је „јединство супротности“ и исконско природно стање свега. „Тао никада не делује, али се по њему све дешава." Његову неизрецивост мудрац може изразити једино парадоксима.
Схватити Тао исто је што и сјединити се с њим.}

### Јин и јанг
Јин и Јанг је филозофски концепт који потиче из древне кинеске филозофије и метафизике и описује две главне супротстављене, али комплементарне силе које се могу пронаћи у свим предметима у свемиру - јин (земља, женско, пасивно, упијање) и јанг (небо, мушко, активно, продорно).

## Таоистички списи
Један број раних религијских текстова пресудно је утицао да кинески религијски покрети садрже и таоистички поглед на свет, а најутицајнији међу њима били су Таипинг ђинг (настао у време Пан династије, 206. године п. н. е. до 8. године), књига која илуструје како је могуће постићи велики мир унутра и споља и Цантонг ћи, збирка коментара о Књизи промена, која се обично сматра најранијим радом о алхемијским техникама. Учења и спекулације изложене у овим текстовима даље су развијали многобројни значајни таоистички писци.

## Религијске праксе
Рани таоизам је развио скуп пракси типичних за све касније таоистичке школе, као што је „неговање животне моћи“ (yang qi), „избегавање житарица“ (pi gu), „очување Једног“ (shou yi) и извођење медитативних, телесних и вежби дисања.
У таоистичкој религији постоје јасни морални елементи, а конфучијанске врлине, као што су људскост, праведност, лојалност и поштовање за претке, прихваћени су као део праксе. Но, највише врлине су оне које је истицао Лао Це: флексибилност, понизност, неделање и спокојство.
Богови, богиње или духови бележе све грехе, те човек своје погрешке мора да окаје рецитујући свете текстове, нарочито Тао те ђинг, затим кроз исповест и казну која се састојала од служења заједници. Обавезе стављене пред вернике су удвостручене захтевима духовних моћи или бића. На пример, према таоизму небеског учитеља, три божанства или намесника неба, земље и воде имали су обавезу да проверавају човеково понашање и санкционишу његове поступке.